# Don't Worry, Be Happy
Don't Worry, Be Happy (Ne t'inquiète pas, sois  heureux) est une des chansons les plus connues de Bobby McFerrin. Il s'agit du premier single de son album Simple Pleasures (en), sorti en 1988.
Il s'agit de la première chanson a cappella à atteindre la première place du Billboard Hot 100, position conservée pendant deux semaines durant le mois de septembre 1988. Elle a reçu le Grammy Award de la chanson de l'année.
Outre Bobby McFerrin, le clip vidéo issu de cette chanson met en scène Robin Williams et Bill Irwin. 
Elle a également été reprise par de nombreux artistes. Cependant, contrairement à l'idée reçue, cette chanson n'a pas été reprise par Bob Marley, décédé sept ans avant sa sortie.
Elle a été utilisée dans le film Cocktail (1988) de Roger Donaldson, avec Tom Cruise comme barman, dans le film Jarhead : La Fin de l'innocence (2005) de Sam Mendes, avec Jake Gyllenhaal dans le rôle principal, et fait une apparition dans le film d'animation Wall-E. On voit aussi dans la série La Fête à la maison Michelle qui écoute la chanson et répète le refrain à plusieurs reprises. 
Il existe différentes versions de Don't Worry, Be Happy. La version originale est une version courte qui ne comporte que six couplets.

## Classements et certifications
| Classement (1988–1989)                 | Meilleure position |
| -------------------------------------- | ------------------ |
| Afrique du Sud (Springbok Radio)       | 4                  |
| Allemagne (Media Control AG)           | 1                  |
| Australie (ARIA)                       | 1                  |
| Autriche (Ö3 Austria Top 40)           | 1                  |
| Belgique (Flandre Ultratop 50 Singles) | 2                  |
| Belgique (Flandre VRT Top 30)          | 2                  |
| Canada (30 Retail Singles)             | 1                  |
| Canada (100 Singles)                   | 1                  |
| Espagne (AFYVE)                        | 5                  |
| États-Unis (Adult Contemporary)        | 7                  |
| États-Unis (Billboard Hot 100)         | 1                  |
| États-Unis (Cash Box)                  | 1                  |
| États-Unis (Hot Black Singles)         | 11                 |
| Europe (Eurochart Hot 100)             | 1                  |
| France (SNEP)                          | 29                 |
| Irlande (IRMA)                         | 3                  |
| Italie (FIMI)                          | 18                 |
| Norvège (VG-lista)                     | 5                  |
| Nouvelle-Zélande (RMNZ)                | 2                  |
| Pays-Bas (Nederlandse Top 40)          | 2                  |
| Pays-Bas (Single Top 100)              | 3                  |
| Pologne (Classements Singles)          | 13                 |
| Royaume-Uni (UK Singles Chart)         | 2                  |
| Suède (Sverigetopplistan)              | 2                  |
| Suisse (Schweizer Hitparade)           | 2                  |

| Classement (1988)              | Position |
| ------------------------------ | -------- |
| Australie (ARIA)               | 14       |
| Belgique (Flandre Ultratop 50) | 35       |
| États-Unis (Billboard Hot 100) | 37       |
| États-Unis (Cash Box)          | 28       |
| Pays-Bas (Nederlandse Top 40)  | 22       |
| Pays-Bas (Single Top 100)      | 47       |

| Classement (1989)                | Position |
| -------------------------------- | -------- |
| Afrique du Sud (Springbok Radio) | 5        |
| Autriche (Ö3 Austria Top 40)     | 30       |
| Italie (FIMI)                    | 97       |
| Suisse (Schweizer Hitparade)     | 26       |

| Pays              | Certification | Date           | Ventes certifiées |
| ----------------- | ------------- | -------------- | ----------------- |
| Allemagne (BVMI)  | Or            | 1989           | 250 000           |
| États-Unis (RIAA) | Or            | 4 janvier 1989 | 500 000           |
| Suède (IFPI)      | Or            | 6 février 1989 | 20 000            |